# Sebastian Urban
Sebastian Urban (* 21. Dezember 1852 in Pfaffenhofen an der Ilm; † 24. März 1930 ebenda) war ein deutscher Brauereibesitzer und Kommunalpolitiker.
Sebastian Urban übernahm die elterliche Brauerei „Wohlherrn-Bräu“. 1922 vereinigte er sie zusammen mit drei weiteren Braustätten zum Brauhaus Pfaffenhofen.
Ab 1893 war Urban Mitglied des Kollegiums der Gemeindebevollmächtigten und von 1900 bis 1919 Magistratsrat. In dieser Zeit diente er 20 Jahre lang als Kommunalkassier.
Seine Heimatstadt verlieh ihm am 19. Mai 1919 die Ehrenbürgerwürde.
| Personendaten    | Personendaten                                    |
| ---------------- | ------------------------------------------------ |
| NAME             | Urban, Sebastian                                 |
| KURZBESCHREIBUNG | deutscher Brauereibesitzer und Kommunalpolitiker |
| GEBURTSDATUM     | 21. Dezember 1852                                |
| GEBURTSORT       | Pfaffenhofen an der Ilm                          |
| STERBEDATUM      | 24. März 1930                                    |
| STERBEORT        | Pfaffenhofen an der Ilm                          |